# Річер (телесеріал)
«Річер» (англ. Reacher) — американський кримінальний трилер, створений за мотивами серії книг «Джек Річер» Лі Чайлда. Перший сезон із восьми епізодів, заснований на романі «Поверх смерті», вийшов на Amazon Prime Video 4 лютого 2022 року.

## Синопсис
Джек Річер, колишній військовий поліцейський армії США, подорожуючи Штатами, відвідує селище Маркгрейв, де його заарештовують за злочин, якого він не скоював. Коли ситуація вирішується, Джек також долучається до розслідування, адже однією із жертв убивць виявляється його рідний брат.

## Акторський склад і персонажі
| Актор               | Роль                                             |
| ------------------- | ------------------------------------------------ |
| Алан Рітчсон        | Джек Річер                                       |
| Максвелл Дженкінс   | юний Річер                                       |
| Малкольм Гудвін     | Оскар Фінлі, головний детектив поліції Маркграфа |
| Вілла Фіцджеральд   | Роско Конклін                                    |
| Кріс Вебстер        | Кей Джей                                         |
| Брюс Макгілл        | мер Гровер Тіл                                   |
| Марія Стен          | Френсіс Ніглі                                    |
| Г'ю Томпсон         | Бейкер                                           |
| Крістін Кройк       | Чарлі                                            |
| Марк Бендавід       | Габбл                                            |
| Віллі С. Карпентер  | Мослі                                            |
| Каррі Ґрем          | Клінер-ст.                                       |
| Гарві Гіллен        | Джаспер                                          |
| Доменік Ломбардоцці | Гаетано "Гай" Руссо                              |

## Епізоди

### Огляд сезонів
| Сезон | Епізоди | Епізоди | Оригінальний показ  | Оригінальний показ |
| Сезон | Епізоди | Епізоди | Перший показ        | Останній показ     |
| ----- | ------- | ------- | ------------------- | ------------------ |
| 2     | 8       | 8       | 15 грудня 2023 року | 19 січня 2024 року |
| 3     | 8       | 8       | 20 лютого 2025      | 27 березня 2025    |

### Сезон 1 (2022)
| № серії (загалом) | № серії (в сезоні) | Назва серії                                          | Режисер(и)      | Сценарист(и)     | Оригінальна дата показу |
| ----------------- | ------------------ | ---------------------------------------------------- | --------------- | ---------------- | ----------------------- |
| 1                 | 1                  | «Ласкаво просимо до Маргрейва» «Welcome to Margrave» | Томас Вінсент   | Нік Сантора      | 4 лютого 2022           |
| 2                 | 2                  | «Перший танець» «First Dance»                        | Сем Хілл        | Скотт Салліван   | 4 лютого 2022           |
| 3                 | 3                  | «Повною ложкою» «Spoonful»                           | Стівен Серджік  | Аадріта Мукерджі | 4 лютого 2022           |
| 4                 | 4                  | «На дереві» «In a Tree»                              | Крістін Мур     | Кейт Даффі       | 4 лютого 2022           |
| 5                 | 5                  | «Без вибачень» «No Apologies»                        | Норберто Барба  | Скотт Салліван   | 4 лютого 2022           |
| 6                 | 6                  | «Папери (фр.)» «Papier»                              | Омар Мадха      | Аадріта Мукерджі | 4 лютого 2022           |
| 7                 | 7                  | «Річер нічого не сказав» «Reacher Said Nothing»      | Лін Одинг       | Скотт Салліван   | 4 лютого 2022           |
| 8                 | 8                  | «Пиріг» «Pie»                                        | Ем Джей Бассетт | Нік Сантора      | 4 лютого 2022           |

### Сезон 2 (2023-2024)
| № серії (загалом) | № серії (в сезоні) | Назва серії                                                          | Режисер(и)    | Сценарист(и)                      | Оригінальна дата виходу |
| ----------------- | ------------------ | -------------------------------------------------------------------- | ------------- | --------------------------------- | ----------------------- |
| 9                 | 1                  | «Банкомат» «ATM»                                                     | Сем Хілл      | Нік Сантора                       | 15 грудня 2023          |
| 10                | 2                  | «Що відбувається у Атлантик-сіті» «What Happens In Atlantic City»    | Сем Хілл      | Скотт Салліван                    | 15 грудня 2023          |
| 11                | 3                  | «Одне зображення коштує тисячі слів» «Picture Says a Thousand Words» | Омар Мадха    | Пенні Кокс                        | 15 грудня 2023          |
| 12                | 4                  | «Вечір класичної музики» «A Night at the Symphony»                   | Омар Мадха    | Кейт Даффі                        | 22 грудня 2023          |
| 13                | 5                  | «Похорон» «Burial»                                                   | Керол Бенкер  | Скотт Салліван                    | 29 грудня 2023          |
| 14                | 6                  | «Найкращі у Нью-Йорку» «New Yorks Finest»                            | Керол Бенкер  | Кейт Даффі та Майкл Дж. Гутьєррес | 5 січня 2024            |
| 15                | 7                  | «Людина проходить» «The Man Goes Through»                            | Джуліан Холмс | Пенні Кокс і Ліліан Ванг          | 12 січня 2024           |
| 16                | 8                  | «Пілот» «Fly Boy»                                                    | Джуліан Холмс | Скотт Салліван                    | 19 січня 2024           |

### Сезон 3 (2025)
| № серії (загалом) | № серії (в сезоні) | Назва серії                                     | Режисер(и)     | Сценарист(и)           | Оригінальна дата виходу |
| ----------------- | ------------------ | ----------------------------------------------- | -------------- | ---------------------- | ----------------------- |
| 17                | 1                  | «Засіб переконання» «Persuader»                 | Сем Хілл       | Скотт Салліван         | 20 лютого 2025          |
| 18                | 2                  | «Перевезення» «Truckin»                         | Сем Хілл       | Пенні Кокс             | 20 лютого 2025          |
| 19                | 3                  | «Другий номер звільнено» «Number 2 with Bullet» | Гері Фелдер    | Кат Даффі              | 20 лютого 2025          |
| 20                | 4                  | «Домінік» «Dominique»                           | Сем Хілл       | Ліліан Ванг            | 27 лютого 2025          |
| 21                | 5                  | «Різкий удар» «Smackdown»                       | Буде оголошено | Майкл Дж. Гутьєррес    | 6 березня 2025          |
| 22                | 6                  | «Дим над водою» «Smoke on the Water»            | Буде оголошено | Скотт Салліван         | 13 березня 2025         |
| 23                | 7                  | «Лос-анджелеська історія» «L.A. Story»          | Буде оголошено | Пенні Кокс і Кат Даффі | 20 березня 2025         |
| 24                | 8                  | «Незакінчена справа» «Unfinished Business»      | Буде оголошено | Скотт Салліван         | 27 березня 2025         |

## Виробництво

### Розробка
15 липня 2019 року Amazon оголосили про телевізійну адаптацію серії книг Лі Чайлда «Джек Річер». Нік Сантора, який створив серіал «Скорпіон», став сценаристом, шоуранером та продюсером проєкту через Paramount Television і Skydance Media. 14 січня 2020 року серіал пішов у розробку під керівництвом Дона Грейнджера, Скотта Саллівана, Девіда Еллісона, Дани Голдберг, Марсі Росс і Крістофера Маккворрі, а перший сезон буде заснований на романі Поверх смерті. У липні 2021 року було оголошено, що Майкл Бассетт приєднався до серіалу як режисер. Вихід серіалу запланований на 4 лютого 2022 року.

### Кастинг
4 вересня 2020 року Алан Рітчсон отримав головну роль. 22 березня 2021 року Малкольм Гудвін, Вілла Фіцджеральд і Кріс Вебстер долучились до головного складу. 19 травня 2021 року до основного акторського складу приєдналися Брюс Макгілл, Марія Стен і Г'ю Томпсон. 11 червня 2021 року було оголошено, що Крістін Кройк, Марк Бендавід, Віллі С. Карпентер, Каррі Ґрем, Гарві Гіллен і Максвелл Дженкінс приєдналися до акторського складу.

### Зйомки
Основні зйомки 1 сезону проходили з 15 квітня по 30 липня 2021 року в Торонто.

## Оцінки та відгуки
Агрегатор рецензій Rotten Tomatoes повідомив про рейтинг схвалення 82 % із середнім рейтингом 6,5/10 на основі 17 відгуків критиків. Консенсус критиків вебсайту говорить: «„Річер“ передає характерну частину головного героя, частково відкидаючи деякі риси, але шанувальникам романів сподобається ця достовірна адаптація». Metacritic, який використовує середньозважене значення, присвоїв оцінку 61 зі 100 на основі 7 критиків, що вказує на «загалом схвальні відгуки».